# Mikasa (Giappone)
Mikasa (三笠市?, Mikasa-shi) è una città che ricade sotto la giurisdizione della sottoprefettura di Sorachi. È situata nella zona centro-occidentale della prefettura di Hokkaidō, in Giappone.
Prima città a fondare Mikasa sports